# Phoenicoprocta thoracica
Phoenicoprocta thoracica là một loài bướm đêm thuộc phân họ Arctiinae, họ Erebidae.